# ЮНІСЕФ Україна
ЮНІСЕФ Україна —представництво ЮНІСЕФ в Україні; було відкрито в 1997 році після підписання державою Основної угоди про співробітництво між Урядом України та ЮНІСЕФ. 21 вересня 1999 року угоду було ратифіковано Парламентом України, що стало підставою для співробітництва ЮНІСЕФ з урядом України задля покращення життя дітей та родин в Україні. 

## Права дитини в Україні

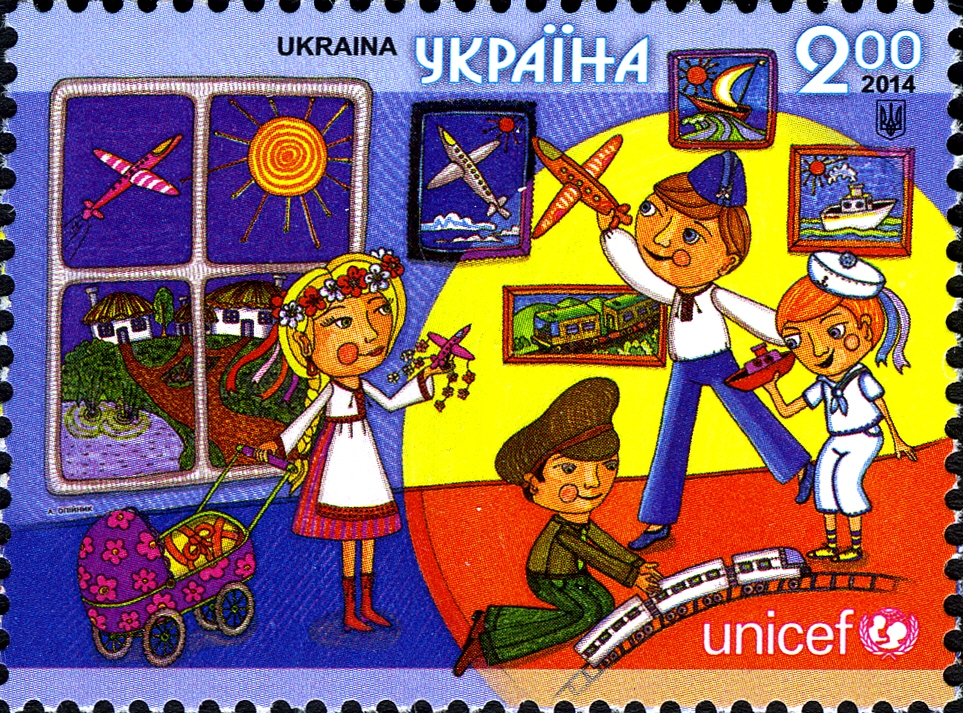
Марка Укрпошти (2014 рік)

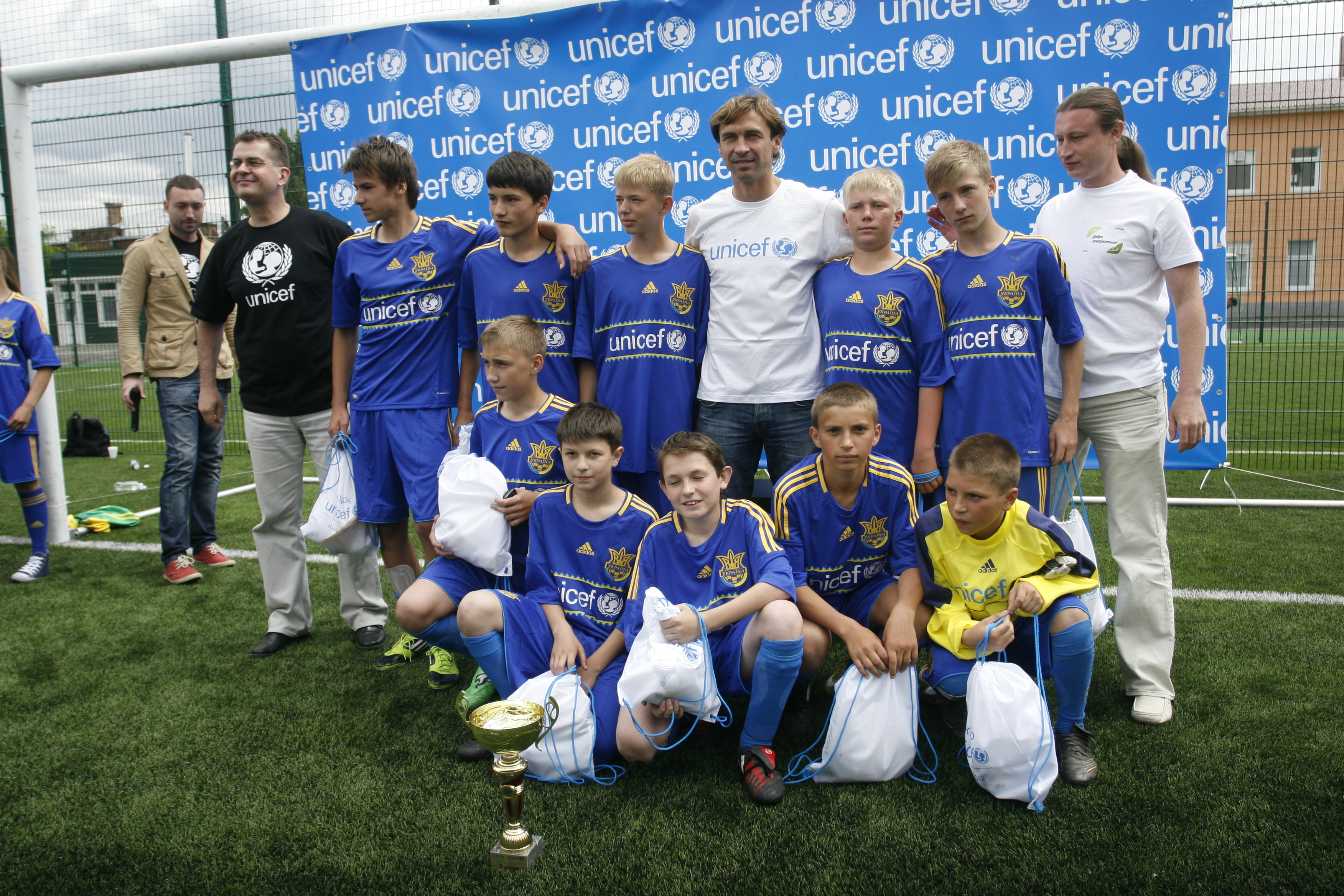
Команда дітей з Івано-Франківська з відомим українським футболістом Владиславом Ващуком

Кожна дитина народжується з правами. У світі — понад 2 мільярди дітей, майже 8 мільйонів з яких — це маленькі українці. Кожна дитина має право на освіту, право на здоров'я і належну медичну допомогу, право на ім'я та громадянство. Кожна дитина має право брати участь у прийнятті рішень, що її стосуються, і право на рівне ставлення до себе. Кожна дитина має право зростати у турботливому родинному середовищі та бути захищеною від жорстокого поводження та насильства.
Ці та інші права дітей передбачені Конвенцією ООН про права дитини, яка була прийнята резолюцією 44/25 Генеральної асамблеї ООН від 20 листопада 1989 року. Україна ратифікувала Конвенцію у 1991 році, взявши на себе ряд зобов'язань з покращення добробуту дітей.
Щорічно, 20 листопада світова спільнота святкує Всесвітній день дитини.
4 лютого 2011 року Комітет ООН з прав дитини видав свої заключні спостереження щодо реалізації Урядом України Конвенції ООН про права дитини. Спостереження були видані у відповідь на звіт Уряду України до Комітету ООН 28 січня 2011 року. Рекомендації Комітету містять чіткий заклик до Уряду України приділити серйозну увагу процесу реформування соціальної сфери, особливо щодо питань захисту прав дітей. Уряд України має надати наступний звіт про реалізацію Конвенції ООН про права дитини та Факультативні протоколи у вересні 2018 року.
ЮНІСЕФ заявляє, що Україна досягла стабільного прогресу щодо захисту прав дітей, у таких сферах, як зниження дитячої смертності, збільшення кількості дітей, що виховуються у прийомних сім'ях, а не в інтернатних установах, зниження кількості відмов від новонароджених, та багато іншого. Тим не менш, є ще невирішені питання, які загрожують захисту прав дітей та особливо, соціально уразливих дітей. Все ще занадто багато дітей виховується в державних установах, або навіть живуть на вулицях без піклування батьків. Діти піддаються ризику зараження небезпечними захворюваннями у зв'язку з низьким охопленням імунізацією. Ризик інфікуватися ВІЛ/СНІД серед молоді в Україні все ще залишається високим. Широко розповсюджене недостатнє споживання йоду ускладнює розумовий розвиток дітей. Діти все ще страждають від насильства і жорстокого поводження, в тому числі сексуальної експлуатації, яка є однією з найгірших форм насильства щодо дітей.

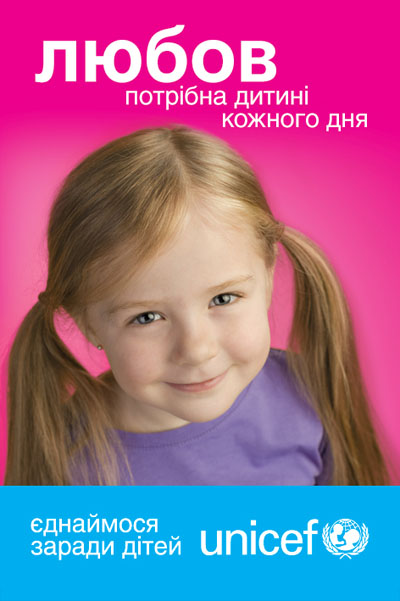
Соціальна реклама в підтримку кампанії ЮНІСЕФ в Україні «Дітям потрібна наша любов, турбота, увага, розуміння і захист кожен день», 2011

| Діти України: Цифри та факти                                                          |           |
| Показник                                                                              | Кількість |
| Населення (2013)                                                                      | 45,6 млн  |
| Населення віком до 18 років (2013)                                                    | 7,971,000 |
| Очікувана тривалість життя при народженні (2012)                                      | 71 років  |
| ВВП на душу населення (2012, US $)                                                    | 3,500     |
| Дитячий рівень смертності, серед дітей віком до 5 років на 1,000 живонароджень (2012) | 7         |
| Дитячий рівень смертності, серед дітей віком до 1 року на 1,000 живонароджень (2012)  | 7         |
| Річна кількість народжень (2011)                                                      | 494,000   |
| Рівень материнської смертності на 100,000 живонароджень (2011)                        | 13.04     |
| Частка учнів у початковій школі (2007—2009, %)                                        | 89        |
| Показник поширення ВІЛ (серед населення віком 15-49) (2013, %)                        | 0.66      |
| Рівень передачі ВІЛ від матері до дитини (2010)                                       | 4.9       |
| Кількість дітей, які мають підтверджений ВІЛ-статус (2013)                            | 2,929     |
| Кількість дітей у інтернатних закладах (2012)                                         | 94,705    |

## Діяльність Представництва ЮНІСЕФ в Україні
ЮНІСЕФ Україна постійно збільшує масштаби своєї підтримки уряду України у створенні програм з охорони здоров'я, харчування, освіти та захисту для дітей.
У 2012 році українським Представництвом ЮНІСЕФ розпочато нову програму співпраці, що відбиває прагнення України досягти Цілей розвитку тисячоліття. Зокрема, йдеться про захист материнства, зменшення дитячої смертності, зупинення поширення ВІЛ/СНІДу, захист вразливих категорій маленьких українців.
1 листопада 2012 року була підписана п'ятирічна програма співпраці ЮНІСЕФ з Урядом України на період 2012—2016 рр, надавши таким чином Урядові всю необхідну технічну допомогу у вирішенні важливих проблем щодо реалізації Конвенції ООН про права дитини спільно з організаціями громадянського суспільства. Її бюджет на п'ять років складає понад 20 млн доларів США.
З початку конфлікту на сході Україні ЮНІСЕФ працює над реалізацією ключових зобов’язань із задоволення гуманітарних потреб дітей, зокрема доступу до освіти, психосоціальної допомоги, води і санітарії, навчання з питань мінної небезпеки, охорони здоров’я матері та дитини, а також послуг для людей, що  живуть із ВІЛ/СНІДом.
2016 року ЮНІСЕФ запустив U-Report, інструмент соціального моніторингу через SMS та інформаційну систему в режимі реального часу для участі громадськості, посилення розвитку громади та позитивних змін. Україна стала першою в Європі та 18 у світі країною, у якій запрацювала ініціатива. Станом на 30.09.2018 в Україні всього 68 273 ю-репортерів.
З початку пандемії COVID-19 ЮНІСЕФ підтримує уряд України через доставку вакцин в межах механізму COVAX, зміцнення холодового ланцюга, комунікаційні зусилля задля запобігання COVID-19 в Україні, підтримку освіти та захист прав дітей в умовах пандемії.
На період 2018 - 2022 ЮНІСЕФ в Україні зосереджується на досягненні таких п’яти загальних результатів для дітей:
1. Соціальна інклюзія та державна політика щодо дітей
Просування соціальної інклюзії шляхом реалізації інтегрованої політики соціального захисту, заснованої на принципах рівного доступу та можливостей
2. Захист дітей в усіх обставинах
Зміцнення систем соціального благополуччя та правосуддя для надання послуг із захисту, у т.ч. забезпечення альтернативного сімейного догляду та правосуддя, дружнього до дитини
3. Освіта для всіх дітей
Розширення доступу до інклюзивної та якісної шкільної освіти та раннього навчання для всіх дітей
4. Здорове життя з перших років і надалі
Зосередження уваги на відновленні загального охоплення дітей імунізацією та скорочення передачі ВІЛ від матері до дитини
5. Вода і стале середовище
Поліпшення рівного доступу до чистої питної води в уражених конфліктом районах та поліпшення практик підтримання гігієни у громадах, школах та медичних установах.

### Представники ЮНІСЕФ в Україні
1. Юкіе Мокуо (2011-2014)[10]
2. Джованна Барберіс (2014-2017)[11]
3. Джама Гулейд (2017-2019)[12]
4. Лотта Сільвандер (2019—2021)[13]
5. Мурат Шахін (2021—2023)[14]
6. Мунір Мамедзаде (з 2023)[15]

### Адвокація, Інформація та Соціальна політика
Уряд України розробив ряд національних стратегій та програм, спрямованих на потреби дітей. Однак, механізми реалізації та бюджетні асигнування на ці зусилля часто неефективні та недостатні. Формування політики не завжди ґрунтується на об'єктивній інформації через відсутність даних і неадекватний аналіз. Крім того, діти мають мало можливостей для участі у прийнятті політичних рішень, що впливає на їхнє життя й добробут. Вирішенням цієї проблеми є покращення становища дітей в Україні за допомогою ефективнішої політики, моніторингу прав дитини та їх розширеної участі.
Представництво ЮНІСЕФ в Україні реалізовує програму «Адвокація, інформаційна та соціальна політика». Програма працює з Урядом і громадянським суспільством, допомагаючи розробляти доброзичливі для дітей стратегії та норми, створювати прозору та ефективну систему моніторингу прав дитини, надавати молоді можливість дізнаватися про свої права та користуватися ними. Дивитися конкретні заходи тут
Публікації на тему:Нерівні можливості дітей в Україні: аналіз та рекомендації для політики

### ВІЛ/СНІД

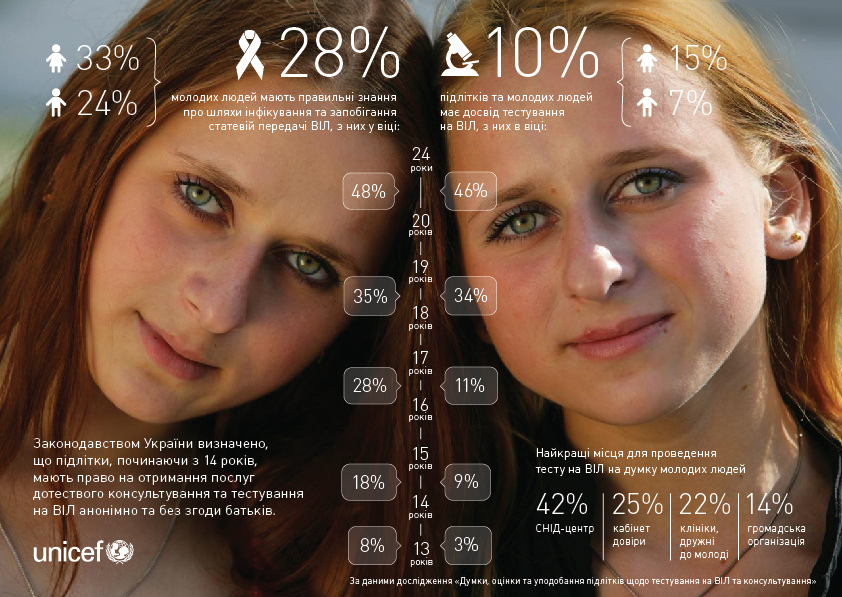
Обізнаність з питань ВІЛ серед молоді

Україна є найбільш ураженою ВІЛ/СНІДом країною в Європі. З ВІЛ/СНІДом живуть, за оцінками експертів, 440 тис. людей віком від п'ятнадцяти до сорока дев'яти років — приблизно 1,63 відсотка дорослого населення. Три регіони — Київ, Одеса та Донецьк — нещодавно перевищили межу в 1 відсоток ВІЛ-інфікованих вагітних жінок, що сигналізує поширення епідемії на загальне населення.
Поширеність ВІЛ серед вагітних жінок у 2011 році становила 0.47 відсотків, що є найвищим показником у Європі.
За даними офіційної статистики Міністерства охорони здоров'я України, у період з 1995 по 2012 рік у ВІЛ позитивних матерів народилося 32 504 дітей. З них 21 916 мають негативний статус; ще 6 735 малюків у віці до 18 місяців очікують на підтвердження свого статусу, а 2 814 — ВІЛ позитивні. У 752 дітей розвинувся СНІД, а 287 померло від захворювань, зумовлених СНІДом. Про конкретні заходи ЮНІСЕФ щодо захисту дітей та жінок від ВІЛ/СНІДу дивитись тут Серед них можна виділити: підтримку Уряду у розробці та реалізації першої Національної програми «Попередження передачі ВІЛ від матері до дитини в Україні на 2001—2003 роки», яка в результаті дозволила зменшити передачу ВІЛ від матері до дитини на дві третини, з 27 % у 2000 році до 6 % у 2008 році; посилення протидії ВІЛу на загальнодержавному рівні, розвиток потужної бази даних та підкріплених доказами підходів щодо роботи з підлітками груп ризику (ПГР); питання роботи з ПГР були включені до Загальнодержавної цільової програми забезпечення профілактики ВІЛ-інфекції, лікування, догляду та підтримки ВІЛ-інфікованих і хворих на СНІД на 2009—2013 роки; включення профілактика ВІЛ до галузі «Здоров'я і фізична культура» Державного стандарту загальної середньої освіти.
Клініки дружні до молоді — це спеціалізовані підрозділи, як правило у складі дитячих поліклінік, які надають медичні послуги молоді, а також інформують та
консультують, зокрема з питань профілактики ВІЛ та інфекцій, які передаються статевим шляхом (ІПСШ). ЮНІСЕФ надає допомогу Міністерства охорони здоров'я України у покращенні надання послуг з охорони здоров'я дітям та молоді віком до 18 років шляхом створення мережі клінік, дружніх до молоді (КДМ).
Див. адреси деяких з них.
Публікації на тему: ВІЛ-позитивні матері та діти. Інфографіка, Рівень знань молоді щодо тестування на ВІЛ. Інфографіка, Рівень поширення і тенденції вживання тютюну, алкогольних напоїв, наркотичних речовин серед учнівської молоді України, аналітичний звіт

### Захист Дитини
Передусім, зусилля ЮНІСЕФ спрямовані на:
- забезпечення права кожної дитини виховуватись у родинному середовищі;
- захист молоді, дітей і жінок від ВІЛ-інфекції та СНІДу;
- забезпечення здоров'я та розвитку дітей, поліпшення їх харчування;
- захист дітей від насильства та жорстокого поводження;
- інформування про права дитини і підтримку ефективної політики в інтересах дітей.

ЮНІСЕФ працює над тим, щоб захистити дітей та жінок від експлуатації, жорстокого та недбалого поводження шляхом: надання технічної допомоги для подальшого вдосконалення системи правосуддя у справах неповнолітніх та захисту дітей, що конфліктують з законно; сприяння розробки та впровадження реформи надання ефективних соціальних послуг дітям та родинам у кризових ситуаціях. Про конкретні заходи можна дізнатись тут [Архівовано 11 листопада 2014 у Wayback Machine.].
Публікації на тему:Доповідь про насильство щодо дітей у Світі

### Здоров'я та Розвиток Дитини

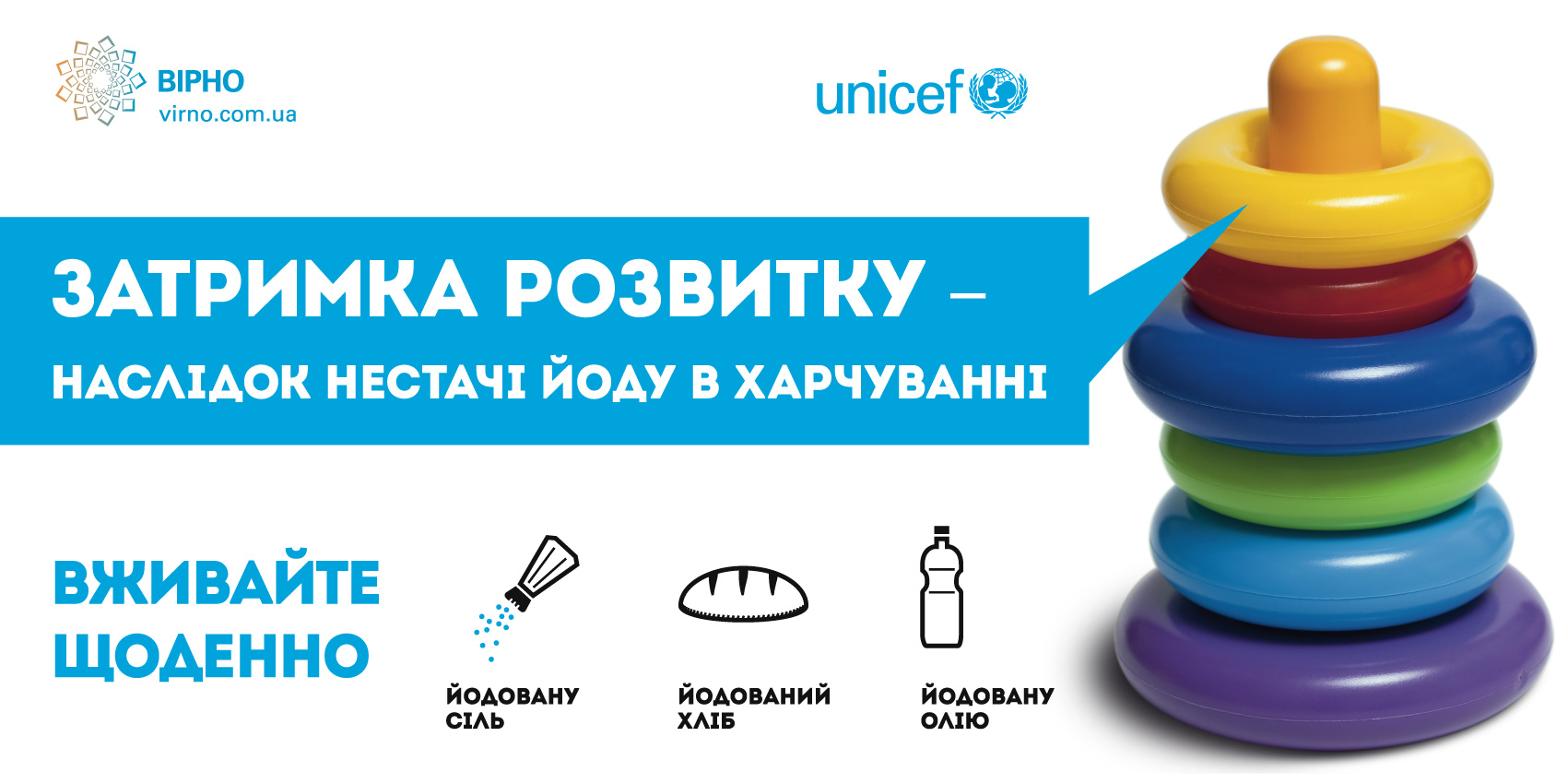
Соціальна реклама в підтримку кампанії Вірно Сіль (virno.com.ua) щодо вживання йодованої солі

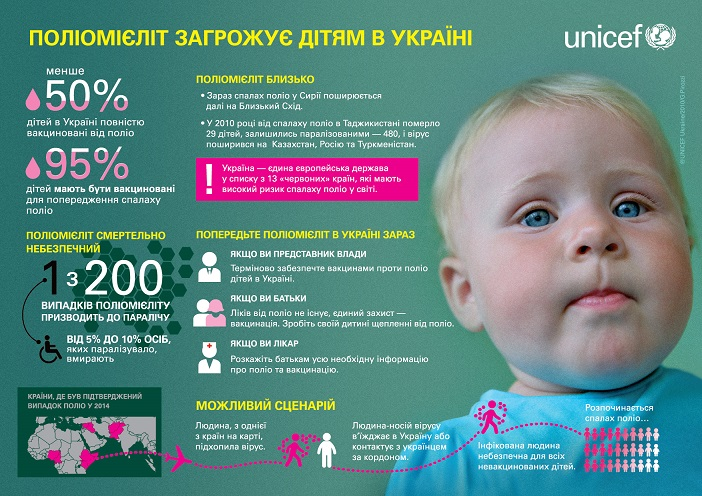
Інфографіка щодо загрози поліомієліту в Україні

Втрата потенціалу у дитинстві — одна з найгостріших сучасних світових проблем, яка торкається більше ніж 200,000,000 дітей. Саме тому розвиток дітей молодшого віку визнано одним з пріоритетів діяльності ЮНІСЕФ. Один долар витрачений на програми розвитку дітей раннього віку повертається в суспільство сьома доларами зменшення соціальних видатків. Саме тому, програми, спрямовані на забезпечення здорового повноцінного розвитку дітей раннього віку, є прямою інвестицією в економічний та соціальний добробут країни, оскільки, зростаючи, ці діти ставатимуть здоровими, інтелектуально розвиненими та соціально адаптованими громадянами.
На сьогодні ліквідація захворювань, спричинених дефіцитом йоду, яка має вирішуватись через найбільш ефективний метод — впровадження універсального йодування солі — залишається актуальною проблемою в Україні. А рівень виключного грудного вигодовування в Україні становить лише 18 % і залишається одним з найнижчих в регіоні. В Україні немає національних стандартів розвитку дитини, якісних стандартів навчання батьків або стандартів надання комплексних базових послуг дітям.
Генеральна Асамблея ООН проголосила 2006—2016 роки десятиріччям відновлення та сталого розвитку регіонів постраждалих від Чорнобиля. Для цього, перш за все, необхідно забезпечити якість первинних медичних послуг та створити умови для здорового і повноцінного розвитку дитини на цих територіях.
Одним із завдань для України є виконання плану дій ООН щодо стабільного розвитку Чорнобильських областей, що включає впровадження універсальної йодування солі, підвищення якості та доступу до послуг охорони здоров'я матері та дитини, посилення програм відповідального батьківства та створення моделей комплексних послуг для родин. Про заходи ЮНІСЕФ тут.
Україна — єдина європейська країна, яка нещодавно була внесена до списку 13 «червоних» країн, які мають високий ризик спалаху поліомієліту у світі, Незалежним бюро моніторингу Глобальної ініціативи боротьби з поліомієлітом. До списку також входять Республіка Уганда, Сирія, Ліван, Йорданія, Південний Судан, Судан, Ірак, Малі, Джибуті та Еритрея.
ЮНІСЕФ та ВОЗ нагадують, спалах поліомієліту в Україні неминучий, якщо терміново не буде вжито заходів. Ризик розповсюдження поліомієліту в Україні значно підвищується у зв'язку з поширенням вірусу на Близькому Сході та продовженням циркуляції поліо у Афганістані, Нігерії та Пакистані, а також з великою кількістю людей, що подорожують та низьким рівнем охоплення вакцинацією в Україні.
Публікації по темі:Вакцинація дитини (інформація для батьків), 2010 р., Інфекційні хвороби: діти в небезпеці, 2010 р., Йодована сіль — порятунок інтелекту нації, 2010 р.

## 15 ключових повідомлень від ЮНІСЕФ
Ці ключові повідомлення були розроблені фахівцями Представництва ЮНІСЕФ в Україні, щоб підкреслити важливість проблем, які стосуються дітей, під час інформаційних заходів до 15-річчя ЮНІСЕФ в Україні.
1. Права дітей — це права людей

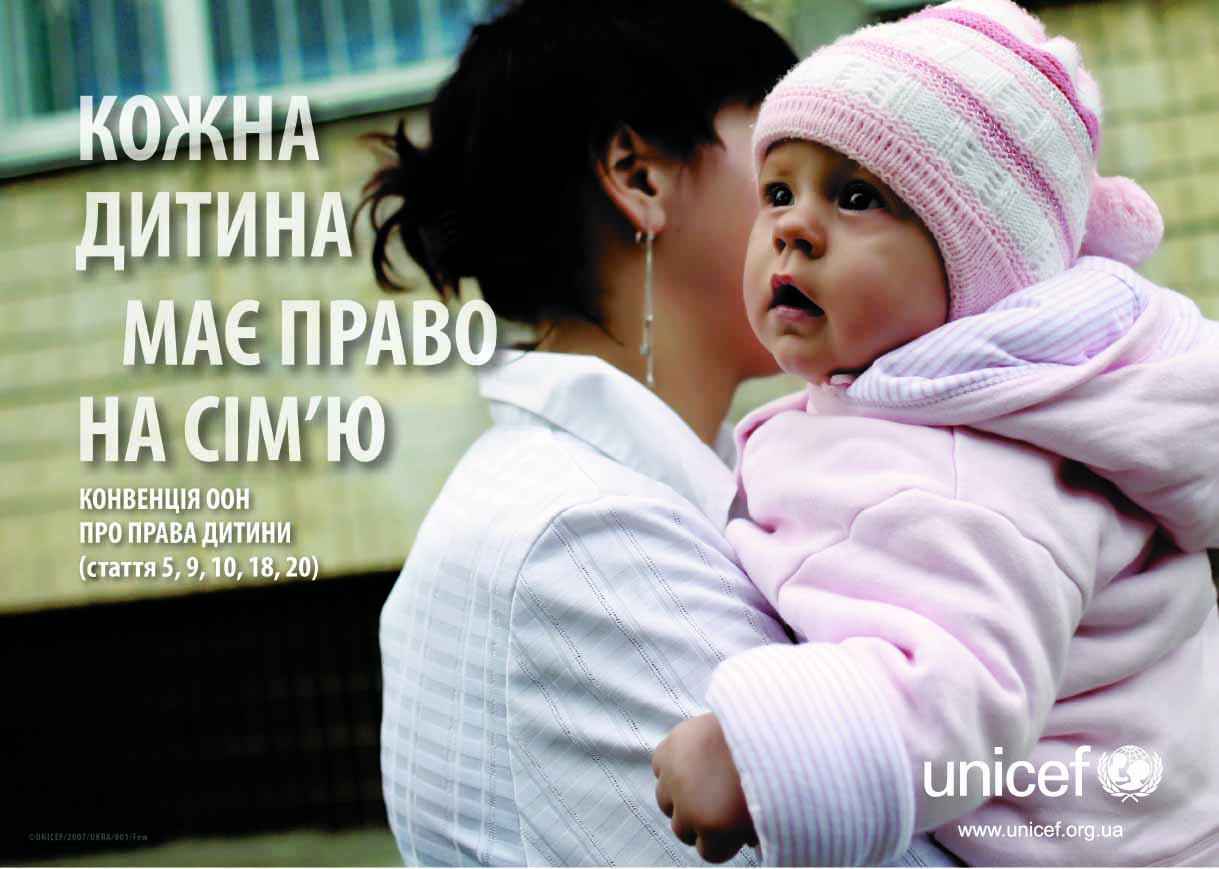
Плакат про права дитини

Проблема: Обізнаність щодо прав дітей серед загального населення є недостатньою. Високопосадовці рідко ставлять у пріоритет вирішення проблем дітей. Крім того, погляди та думки дітей та молоді не враховуються під час прийняття рішень на національному та місцевому рівнях. Існує нагальна потреба посилити зобов'язання з боку суспільства у царині захисту прав дітей, зокрема реалізації прав дітей на освіту, здоров'я та турботу.
Відповідь ЮНІСЕФ: ЮНІСЕФ виступає за захист прав кожної дитини. Ми проводимо інформаційно-просвітницьку роботу щодо важливості прав дітей, адвокацію серед високопосадовців задля ефективних реформ та зміни законодавства в інтересах дітей, мобілізацію громадянського суспільства та міжнародних донорських організацій, щоб краще допомагати дітям в Україні. Через ініціативу ЮНІСЕФ «Місто дружнє до дитини», ми заохочуємо залучення молоді та дітей до процесу прийняття рішень, які їх стосуються. Наразі 17 міст в Україні приєднались до цієї ініціативи.
2. Єднаймося заради дітей. Інвестуймо у їхнє майбутнє
Проблема: Практика благодійності практично нерозвинена в Україні через недовіру до благодійних організацій та брак відповідного правового регулювання. Водночас один долар, інвестований у програми розвитку дітей молодшого віку, перетворюється на сім доларів зекономлених соціальних витрат. Практика корпоративної соціальної відповідальності лише нещодавно з'явилася в Україні, тому тепер настав слушний момент привернути увагу бізнесу до дітей, які потребують допомоги.
Відповідь ЮНІСЕФ: ЮНІСЕФ закликає бізнесові кола України інвестувати у майбутнє країни допомагаючи дітям. Майбутній добробут залежить від інвестицій, зроблених у дітей сьогодні.
3. Жодна дитина не повинна народжуватися з ВІЛ

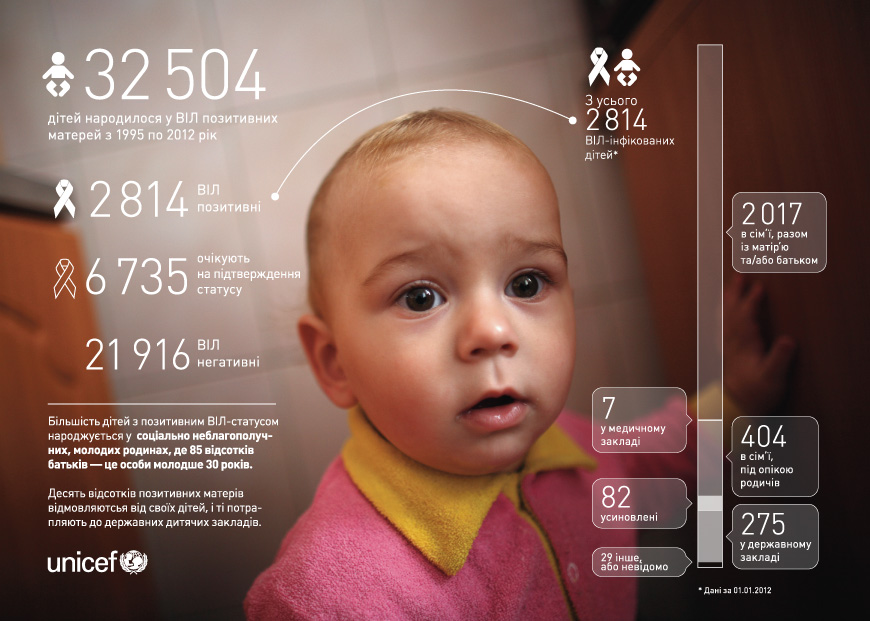
ВІЛ-позитивні матері та діти. Інфографіка

Проблема: Абсолютна кількість дітей, інфікованих ВІЛ внаслідок вертикальної передачі інфекції продовжує зростати, адже показники поширеності ВІЛ серед вагітних жінок щороку зростають на 20-30 %.
Відповідь ЮНІСЕФ: Дитячий фонд ООН та наші партнери працюють над повним викоріненням передачі ВІЛ від матері до дитини в Україні. Для цього служби охорони здоров'я повинні, зокрема, поліпшити ранню діагностику ВІЛ серед новонароджених та максимально охоплювати медичними послугами вагітних жінок, які споживають ін'єкційні наркотики, та інших уразливих до ВІЛ вагітних жінок.
4. Насолоджуйся життям. Захисти себе від ВІЛ

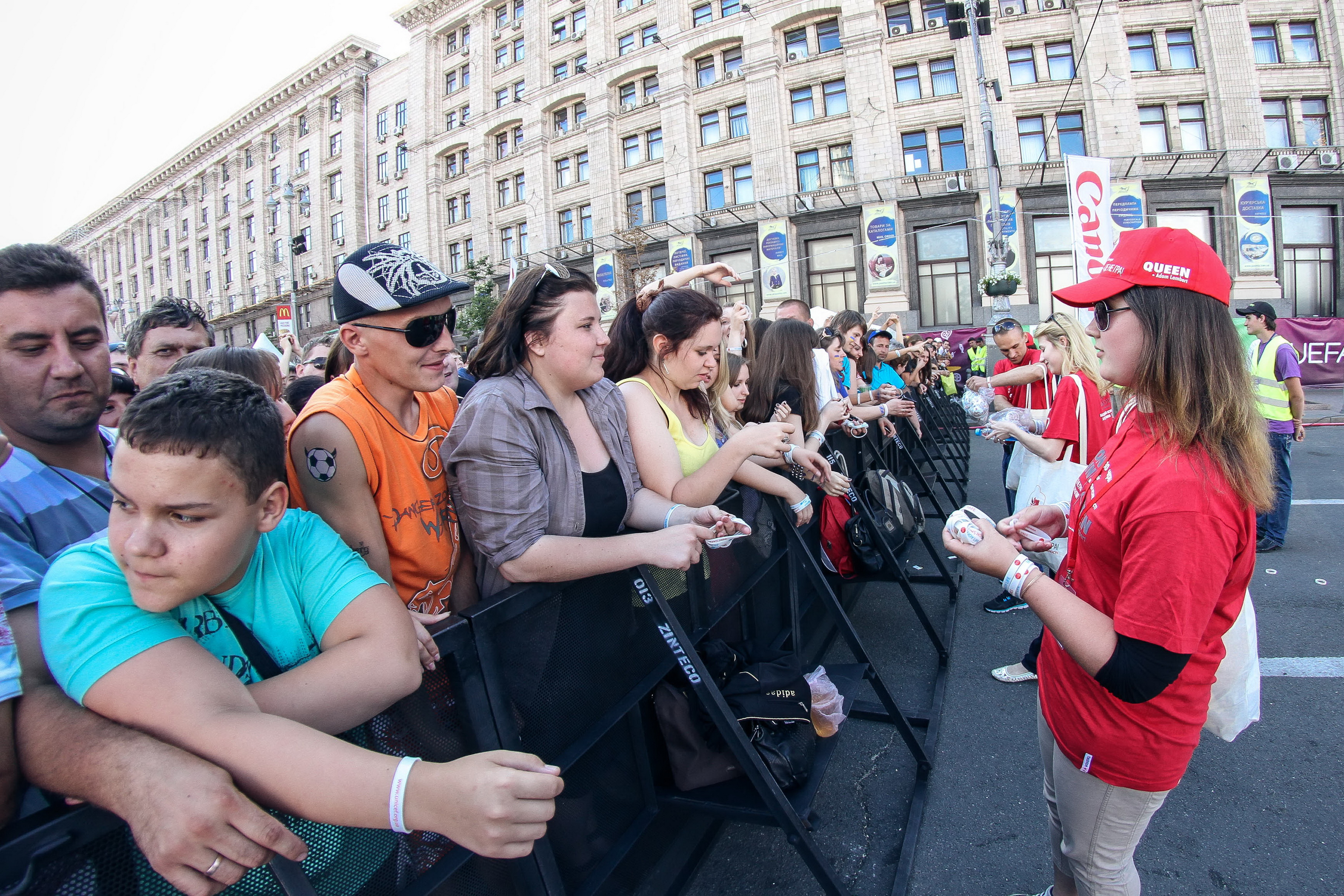
ЮНІСЕФ разом з фондом АНТИСНІД звернулися до української молоді із закликом «Насолоджуйтесь життям. Залишайтеся в безпеці» в рамках благодійного концерту, присвяченого боротьбі зі СНІДом за участю Елтона Джона і Queen з Адамом Ламбертом. Київ, 30.06.2012

Проблема: Підлітки наражаються на дедалі серйозніші, складні ризики та є уразливими до ВІЛ. Молоді люди часто більш схильні практикувати ризиковану поведінку, а саме споживають ін'єкційні наркотики, зазнають сексуальної експлуатації та живуть або працюють на вулицях. Дослідження ЮНІСЕФ підтвердили, що інфікування відбувається через ранній початок статевих відносин, поганий доступ до профілактичних послуг, недостатні знання про ВІЛ/СНІД та стигматизація з боку надавачів послуг.
Відповідь ЮНІСЕФ: Разом із партнерами ЮНІСЕФ надає дітям та молодим людям у школах та за їх межами освіту на основі життєвих навичок, яка допоможе їм захиститися від ВІЛ-інфекції. Ми допомагаємо громадським організаціям, які працюють із дітьми без батьківської опіки та які опинилися на вулиці, у визначенні проблем таких дітей та шляхів їх подолання. ЮНІСЕФ підтримав створення мережу Дружніх до молоді клінік (понад 104 КДМ функціонує в Україні) для покращення доступу молодих людей до безкоштовних консультацій та тестування на ВІЛ.
5. Вакцинація рятує життя. Усі діти повинні отримати щеплення

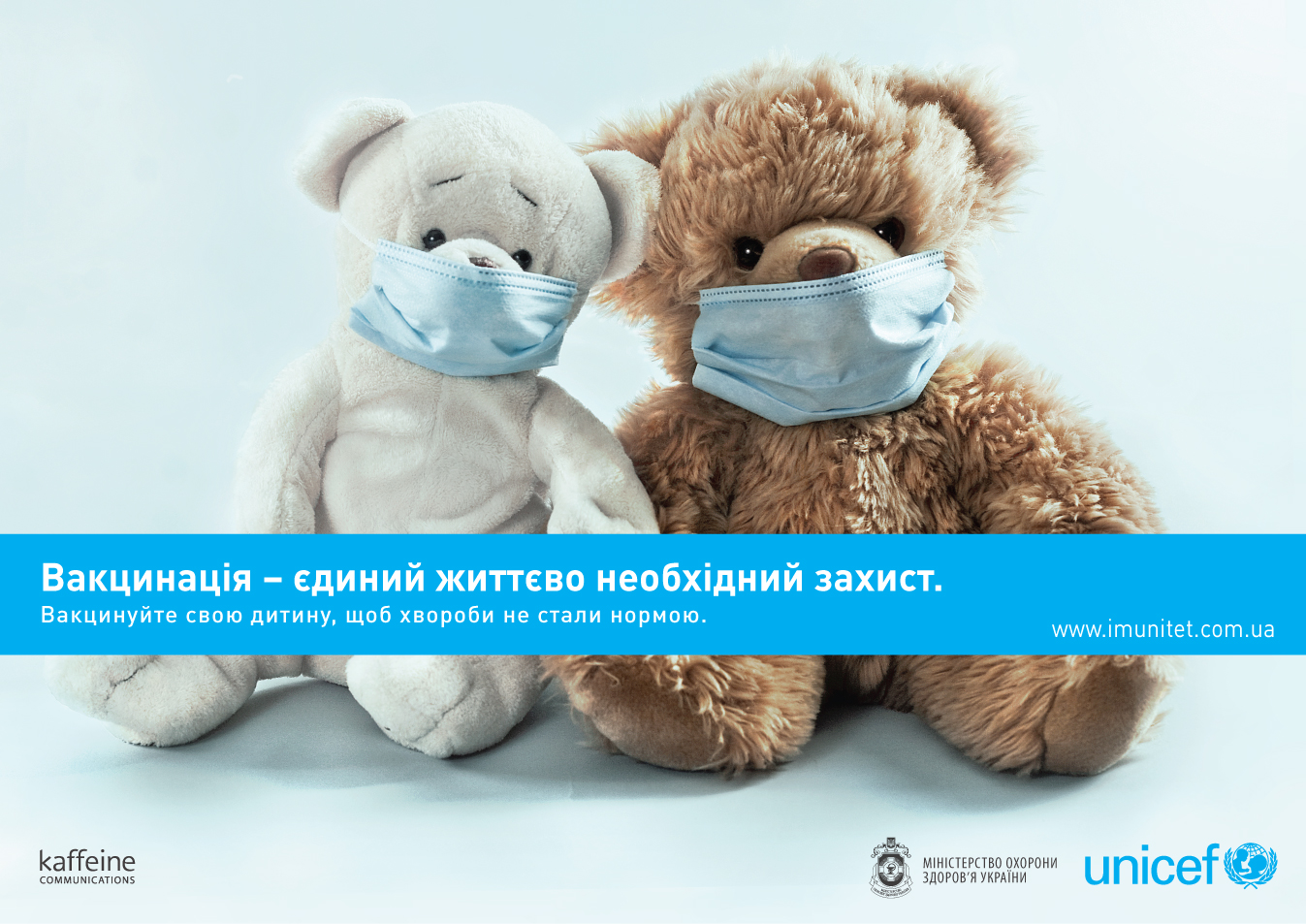
Соціальна реклама в підтримку вакцинації (imunitet.com.ua)

Проблема: Вакцинація — це єдиний спосіб уберегти дитину від небезпечних інфекцій. Усі діти мають право на вакцинацію. Протягом останніх років спостерігається значне зменшення кількості дітей, які отримали вакцинацію в Україні. У 2011 році середній показник охоплення вакцинацією склав лише 50 %* , що наражає країну на ризик виникнення епідемій.
Відповідь: ЮНІСЕФ стурбований тим, що багато дітей в Україні наражаються на ризик життєво небезпечних хвороб, які можуть бути легко попереджені вакцинацією. ЮНІСЕФ підтримує уряд України у роботі з відновлення довіри громадськості до імунізації та розширення знань батьків про важливість захисту їхніх дітей від небезпечних захворювань.
6. Споживай йодовану сіль — будь розумним!
Проблема: Щороку близько 80 % новонароджених дітей в Україні не мають захисту від йодного дефіциту, що наражає їх на небезпеку розвитку невідворотних психічних та когнітивних дефектів. Україна належить до групи країн з найнижчим у світі рівнем споживання йодованої солі. Важливо, щоб діти щодня отримували йод у невеликих кількостях.
Відповідь ЮНІСЕФ: Дитячий фонд ООН стурбований тим, що здоров'я багатьох дітей в Україні знаходиться під ризиком. ЮНІСЕФ вітає подання на розгляд Верховної Ради проєкту внесення змін до Закону України «Про безпечність та якість харчових продуктів» для забезпечення оптимального споживання йоду. Це — перший крок у боротьбі за здоров'я та розвиток дітей. Представництво ЮНІСЕФ в Україні проводить заходи для підвищення рівня обізнаності населення про проблеми йодного дефіциту та пропагування активнішого споживання йодованої солі.
7. Здоровий спосіб життя — безпечна вагітність — щасливі діти
Проблема: Якість первинної медико-санітарної допомоги для матерів та немовлят залишається низькою, а доступ до таких послуг є доволі обмеженим, особливо для соціально уразливих категорій та сільського населення. Батькам бракує знань про догляд, харчування і розвиток дітей, як і відповідних навичок.
Відповідь ЮНІСЕФ: ЮНІСЕФ закликає до покращення якості та розширення доступу до первинної медичної допомоги матерям і дітям шляхом реалізації Розширеної ініціативи «Лікарня, доброзичлива до дитини» та впровадження стратегії інтегрованого ведення хвороб дитячого віку.
8. Твоє грудне молоко — найкраща їжа для дитини

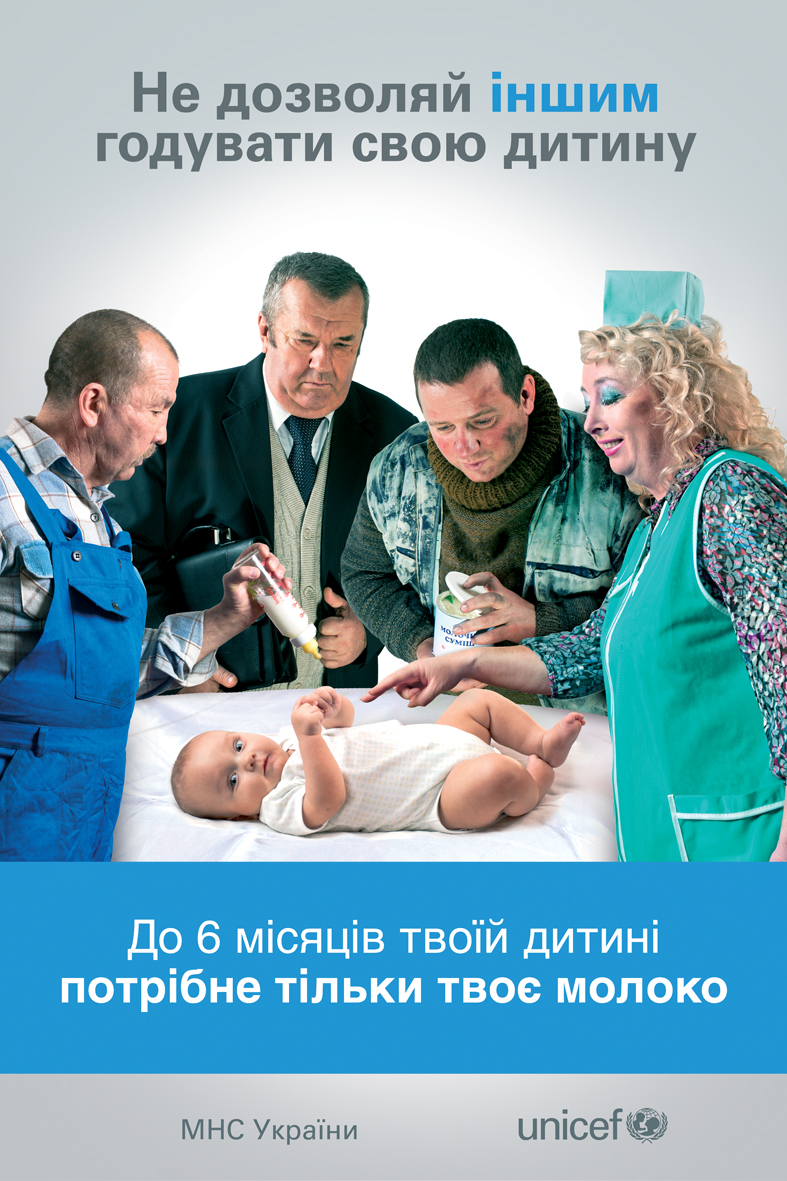
Низький рівень обізнаності батьків про правильне харчування дитини призводить до порушення стану здоров'я та проблем розвитку дитини

Проблема: Лише третина дітей в Україні знаходиться виключно на грудному вигодовуванні, згідно з даними останніх досліджень. Немовлята повинні харчуватися виключно грудним молоком до 6 місяців, а після введення твердої їжі матері мають продовжувати годувати дитину груддю до двох років та більше.
Відповідь ЮНІСЕФ: Дитячий фонд ООН стурбований тим, що показники грудного вигодовування в Україні одні з найнижчих у регіоні. Грудне молоко матері — це ідеальна їжа для малюка. ЮНІСЕФ закликає до виключно грудного вигодовування, що дозволить максимально підвищити шанси дитини на розвиток та добробут.
9. Станьте єдиною командою — проводь зі своєю дитиною більше часу

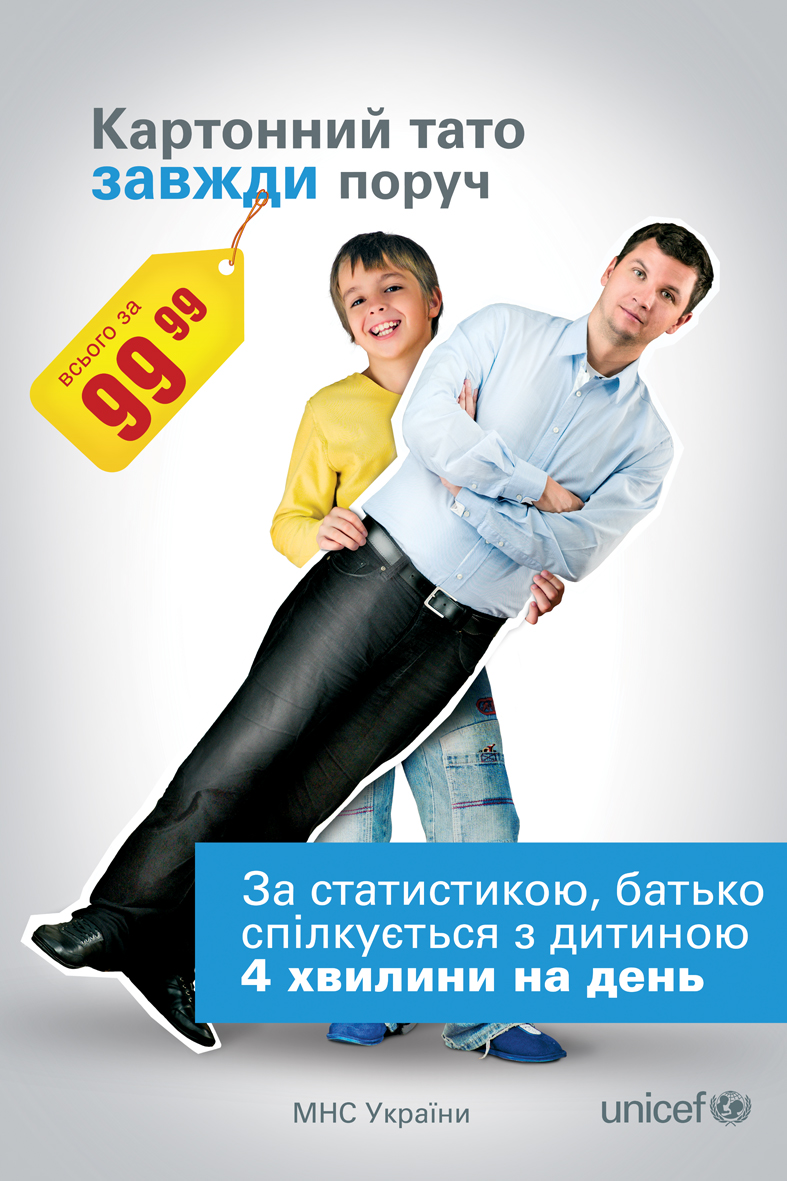
За даними дослідження, український батько в середньому проводить 4 хвилини в день зі своєю дитиною. На жаль, тільки третина від українських татусів допомагають своїм дітям робити домашні завдання і ледь 10 % татусів доглядають за своїми дітьми, коли ті хворіють.

Проблема: Кожна дитина має право зростати у турботливій родині та повноцінно розвиватися. Середньостатистичний батько в Україні проводить із дитиною всього 4 хвилини на добу. Лише третина батьків допомагають своїм дітям виконувати домашні завдання. 10 % батьків піклуються про дитину, коли та хворіє. Активне залучення, участь та турбота батька під час вагітності, народження та виховання дитини є визначальною передумовою для її нормального емоційного та соціального розвитку.
Відповідь ЮНІСЕФ: ЮНІСЕФ закликає кожного батька і кожного чоловіка, який невдовзі ним стане, проводити більше часу зі своїми дітьми, гратися з ними і стати частиною їхнього життя. Життєвий успіх вашої дитини залежить від того часу, любові та тепла, які ви їй віддаєте. Саме ви визначаєте майбутнє своєї дитини.
10. Усі діти мають рівні права. Давайте піклуватися про кожну дитину
Проблема: Попри те, що Україна робить зусилля у напрямку створення соціально-орієнтованого уряду, все ще багато груп дітей потребують допомоги. Діти з обмеженими фізичними можливостями дуже часто повинні залишити свої родини та місце проживання задля можливості отримати освіту. Кількість дітей, яких торкнулася епідемія ВІЛ/СНІДУ, продовжує зростати, оскільки кількість ВІЛ-інфікованих вагітних жінок щороку зростає на 20-30 %. Ці групи дітей наражаються на соціальні стигми та дискримінацію, що обмежує їх доступ до соціальних та медичних послуг.
Відповідь ЮНІСЕФ: Дитячий фонд ООН закликає до соціального включення та підвищення ефективності допомоги найбільш уразливим категоріям дітей та родин в Україні. Разом з урядом та громадськими організаціями, ЮНІСЕФ загострює увагу на необхідності захисту прав дітей та родин, щоб більш ефективно допомагати найбільш уразливим групам дітей, в тому числі ВІЛ-позитивним дітям, жертвам експлуатації та насильства, дітям з особливими потребами, а також сприяє вирішенню питань добробуту та захисту усіх сімей і дітей, які опинилися у складних життєвих обставинах. Ці зусилля стали результатом збільшення ресурсів з боку держави майже в 9 разів у 2011 році проти 2010 року в рамках Загальнодержавної програми «Національний план дій щодо реалізації Конвенції ООН про права дитини» та заснування інституту Омбудсмана з прав дитини, для кращого моніторингу порушення їх прав в країні.
11. Родина для кожної дитини
Проблема: Згідно з Сімейним кодексом України, кожна дитина має право зростати у родині, де батьки керуються найкращими інтересами дитини у процесі її виховання. Проте, соціально-економічні негаразди є причиною того, що родини опиняються у складних життєвих обставинах. Таким родинам, наразі, надається недостатній обсяг соціальних послуг з попередження виникнення кризових ситуацій. Серйозність цієї проблеми підтверджується тим фактом, що кожного року судами виносяться рішення про вилучання 8000—11000 дітей з їх родин. Не зважаючи на те, що були зроблені важливі кроки задля розвитку сімейних форм виховання для дітей вилучених з їх біологічних родин, поміщення дітей в інтернатні заклади продовжує широко використовуватись в Україні і, на жаль, не лише тоді, коли були вичерпані всі інші можливості. У 2010 році в Україні 96 474 дитини проживали у закладах інтернатного типу, у тому числі 62 498 — в інституціях для дітей з інвалідністю.
Відповідь ЮНІСЕФ: ЮНІСЕФ пропагує ефективну сімейну політику та послуги з підтримки родин. Розлученням дітей та їхніх сімей потрібно покласти край. Найбільша потреба України на сьогодні — це запровадження ефективного механізму соціального захисту з метою попередження будь-яких потенційних соціальних ризиків для найбільш уразливих категорій дітей і родин. Профілактика — це економічно виправданий підхід, що гарантує найкраще забезпечення сім'ї та дітей. У співпраці з урядом та громадськими організаціями, ЮНІСЕФ продовжує наполягати на необхідності кращої підтримки сімей з акцентом на попередження вилучення дитини з її родини. Це знайшло своє відображення у Національній стратегії уряду України з попередження соціального сирітства та рішення уряду залучити додатково 12 000 соціальних працівників на місцевому рівні.
12. Насильство щодо дітей — неприпустиме
Проблема: Станом на 2010 рік 11 089 дітей жили у родинах, де до них застосовувалося насильство. 30 % українців потерпали від проявів домашнього насильства у дитячому віці. За оцінками експертів, офіційно повідомляється лише про 10 % таких випадків. Діти зазнають насильства вдома, у школі та в інших середовищах, де вони мали б відчувати себе комфортно та у безпеці.
Відповідь ЮНІСЕФ: Дитячий фонд ООН співпрацює із державними та громадськими установами для впровадження відповідних законодавчих змін з метою припинення усіх форм насильства щодо дітей. ЮНІСЕФ продовжує працювати над підвищенням обізнаності про необхідність повної відмови від насильства щодо дітей та популяризації позитивного батьківства.
Познайомтесь з відео-роликом щодо зупинення насильства над дітьми в рамках Глобальної інформаційної кампанії ЮНІСЕФ «Допоможіть зупинити насильство над дітьми», яка була підтримана відомим американським актором і Послом доброї волі ЮНІСЕФ Ліаном Нісоном. У відео він розповідає про низку ситуацій, що показують непомічені випадки насильства над дітьми.
13. Діти у конфлікті із законом — це в першу чергу діти. Вони також потребують нашого захисту
Проблема: Протягом 2010 року 13 950 неповнолітніх підозрювалися у вчиненні злочинів, і 10 883 з них було визнано винними. Неповнолітні особи, які обвинувачуються у вчиненні правопорушення, перебувають в установах попереднього ув'язнення або утримуються під вартою у період судового процесу терміном до одного року і більше, причому в деяких випадках їх утримують разом із дорослими. Перебуваючи під вартою, діти практично позбавлені можливості навчатися, що суттєво перешкоджає їх реінтеграції у суспільство.
Відповідь ЮНІСЕФ: ЮНІСЕФ надає технічну допомогу для вдосконалення системи ювенальної юстиції та захисту дітей, які перебувають у конфлікті із законом, відповідно до положень Конвенції ООН про права дитини та інших міжнародних стандартів. Особлива увага приділяється розвитку альтернативних видів виправного впливу шляхом запровадження, пробації та реалізації програм попередження і реабілітації на рівні громад. ЮНІСЕФ разом із партнерами підтримує посилення механізмів моніторингу випадків жорстокого поводження та захисту від катувань дітей, які перебувають у конфлікті із законом.
14. Турбота про дітей з особливими потребами
Проблема: Діти з інвалідністю — одна з найбільш уразливих груп, через те що вони не мають доступу до базових соціальних сервісів та наражаються на стигматизацію з боку суспільства. Часто діти з обмеженими фізичними можливостями повинні залишити свою родину та громаду, щоб мати можливість отримати освіту. Багато родин вимушені відправляти своїх дітей в інтернатні установи, щоб вони отримали «реабілітаційну» підтримку. У 2010 році в Україні 62 498 проживали в інституціях для дітей з інвалідністю.
Відповідь ЮНІСЕФ: ЮНІСЕФ виступає за захист прав найбільш уразливих груп дітей, особливо дітей з інвалідністю. У Харкові ЮНІСЕФ підтримує інноваційний проєкт, щодо надання послуг раннього втручання для дітей молодшого віку з особливими потребами та їх родин. Ця модель допоможе батькам краще дбати про дітей з особливими потребами та вадами розвитку вдома, а адже попередить їх поміщення до інтернатних закладів. Завдяки цьому, родини зможуть краще розвивати своїх дітей, що зменшить їх стигматизацію та допоможе їм інтегруватись у суспільстві.
15. Боротьба з бідністю сьогодні — забезпечення можливостей дітям у майбутньому
Проблема: Економічна криза, що продовжується, найбільш негативно впливають на якість життя уразливих дітей та родин. Діти з бідних або кризових родин страждають через обмежений доступ до якісних медичних послуг та освіти. 30 % сімей із дітьми в Україні живуть за межею бідності. Через обмежені можливості розвивати свої навички, зростає ризик того, що вони опиняться на вулиці, намагаючись заробити гроші собі на життя, та будуть вести незахищені статеві стосунки, наражаючись на небезпеку інфікування ВІЛ, або вживати алкоголь та наркотики.
Відповідь ЮНІСЕФ: Під час реалізації програми у 2006—2012 роках ЮНІСЕФ проводив моніторинг та досліджували ситуацію щодо бідності та нерівних можливостей дітей у співпраці з Інститутом демографії та соціальних досліджень НАН України. Зокрема, дослідження дозволило проаналізувати окремі складові добробуту у родинах з дітьми та роль різних кишенькових виплат у зменшені дитячої бідності та розробити пропозиції щодо підвищення ефективності державної соціальної допомоги з метою подолання бідності та нерівності серед дітей. Також ЮНІСЕФ постійно проводив моніторинг впливу економічної кризи 2008—2009 років на становище дітей та родин.

## Публікації
- Раннее вмешательство: Ключевые аспекты и международный опыт (развитие служб для оказания широкого спектра услуг детям с трудностями развития)
- Нормативно-правовий огляд (щодо профілактики ВІЛ/СНІДу та доступу підлітків, зокрема з груп ризику, до медико-соціальних послуг), 2013 р.
- Рекомендації надавачам послуг (за результатами нормативно-правового огляду щодо профілактики ВІЛ/СНІДу та доступу підлітків, зокрема з груп ризику, до медико-соціальних послуг), 2013 р.
- Комплексне дослідження мотивації та доступності ДКТ на ВІЛ для дітей та молоді, 2013 р.
- Аналіз зацікавлених сторін, картування та оцінка потенціалу надавачів послуг для дітей та молоді груп ризику щодо ВІЛ-інфікування, 2013 р.
- Оцінювання сучасного стану ранньої діагностики ВІЛ-інфекції в дітей, народжених ВІЛ-позитивними матерями, 2013 р.
- Інституційне дослідження «Соціально-демографічні та медичні детермінанти ризику передачі ВІЛ від матері до дитини в Україні», 2013.
- Клінічна настанова «Медична допомога дітям, хворим на віл-інфекцію», 2013 р.
- Фотопроект «В обличчі кожному історія своя…» Творчий звіт про численні зустрічі з дітьми та підлітками які перебувають у виховних колоніях, 2013 р. [Архівовано 8 квітня 2014 у Wayback Machine.]
- Мультиіндикаторне кластерне обстеження. Попередні результати, 2012 р. [Архівовано 8 квітня 2014 у Wayback Machine.]
- Огляд національного законодавства та існуючих практик щодо правил проведення консультування і тестування на ВІЛ для підлітків, у тому числі підлітків груп ризику, 2013 р.
- Підлітки групи ризику: оновлені оцінки (основні показники ризикованих поведінкових практик підлітків в динаміці), 2013 р.
- Вчимося бути гарними батьками (ЮНІСЕФ Білорусь), 2012 р. (рос.)
- Подростки групп риска к инфицированию ВИЧ. Книга для участника (является приложением к тренинговому пособию «Подростки групп рискак инфицированию ВИЧ. Книга для тренера»), 2012 р.
- Подростки групп риска к инфицированию ВИЧ. Книга для тренера (пособие поможет организовать и провести обучение специалистов), 2012 р.
- Комітет ООН з прав дитини «Заключні спостереження: Україна», 2012 р.
- Нерівні можливості дітей в Україні: аналіз та рекомендації для політики (на основі моніторингу щодо економічної нерівності домогосподарств та доступу дітей до послуг соціальної сфери), 2012 р.
- Конвенція ООН про права дитини (видання, адаптоване для дітей), 2012 р.
- Проведення повторної оцінки клінік, дружніх до молоді, 2012 р.
- Рівень поширення і тенденції вживання тютюну, алкогольних напоїв, наркотичних речовин серед учнівської молоді України: 2011 (аналітичний звіт)
- Підлітки, які живуть або працюють на вулиці: актуальні акценти для ефективної профілактики ВІЛ (за результатами повторного соціально-поведінкового дослідження, аналітичний звіт), 2012 р.
- Індикатори до системи моніторингу та оцінки стану догляду і підтримки ВІЛ-позитивних дітей та їхніх родин, 2012 р.
- Сучасний стан справ у свері лікування, догляду та підтримки дітей з ВІЛ-інфекцією, 2010 р.
- Підвищення виховного потенціалу прийомних батьків та батьків-вихователів, 2011 р.
- Оцінка рівня існуючих знань, ставлення та практик щодо лікування, догляду та підтримки дітей з ВІЛ-інфекцією (аналітичний звіт), 2010 р.
- Оцінка чисельності дітей та молоді вікової групи 10—19 років, що відносяться до груп ризику, 2011 р.
- Догляд і підтримка дітей з ВІЛ інфекцією (Навчальний посібник), 2003 р.
- Методичний посібник з надання допомоги дітям-жертвам злочинів, пов'язаних із торгівлею дітьми, дитячою проституцією, дитячою порнографією, проти статевої свободи та статевої недоторканості дитини, з урахуванням національної та міжнародної практик, 2011 р.
- Стан та чинники здоров'я українських підлітків (за результатами соціологічного дослідження в межах міжнародного проекту «Здоров'я та поведінкові орієнтації учнівської молоді»), 2011 р.
- Підлітки груп ризику в Україні: виклики та час дій (адвокаційний документ), 2011 р.
- Посібник з вимірювання показників становища дітей, які знаходяться в системі офіційної опіки, 2009 р.
- Резолюція Генеральної Асамблеї ООН «Керівні принципи щодо альтернативного догляду за дітьми», 2010 р.
- Огляд програм ресоціалізації для споживачів наркотиків серед молоді та підлітків, 2010 р.
- Дівчата-підлітки, залучені до комерційного сексу в Україні: оцінка процесу та результатів впровадження цільової моделі інтервенції, 2010 р.
- Аналіз факторів, що спричиняють початок вживання наркотичних речовин ін'єкційним шляхом (аналітичний звіт), 2010 р.
- Забезпечення рівних можливостей та прав дітей в умовах зростання ризиків бідності населення (Державна доповідь про становище дітей в Україні за підсумками 2009 року), 2010 р.
- Профілактика ВІЛ-інфекції серед підлітків груп ризику: досвід впровадження цільових моделей в Україні, 2010 р.
- Суспільні практики та законодавство у сфері правопорушень неповнолітніх (за матеріалами дослідження «аналіз чинних практик і законодавства у сфері правопорушень неповнолітніх, а також їхнє порівняння з міжнародними нормами і стандартами»), 2010 р.
- Попередження передачі ВІЛ від матері до дитини. Діагностика, лікування та соціально-психологічна підтримка ВІЛ-інфікованих, 2010 р.
- Профілактика передачі ВІЛ від матері до дитини. Діагностика, лікування та соціально-психологічна підтримка людей, які живуть з ВІЛ, 2010 р.
- Довідкові матеріали з впровадження ініціативи «Місто, дружнє до дитини» (у виданні представлена вже працююча модель міського врядування, орієнтованого на захист прав та інтересів дитини), 2010 р.
- ВІЛ-інфіковані діти: медичний догляд, психологічна підтримка, соціальний супровід, правовий захист, 2010 р.
- Вакцинація дитини (інформація для батьків), 2010 р.
- Інфекційні хвороби: діти в небезпеці, 2010 р.
- Йодована сіль — порятунок інтелекту нації, 2010 р.
- Осуждение и изгнание. Скрытая эпидемия ВИЧ-инфекции среди детей в Восточной Европе и Центральной Азии, 2010 р.
- Методологічні рекомендації щодо оцінки ефективності системи соціального захисту, 2010 р.
- Деінституціалізація та трансформація послуг для дітей (посібник з найкращих практик), 2009 р.
- Бідність та нерівні можливості дітей в Україні, 2009 р.
- Розкриття ВІЛ-позитивного статусу: збірник рекомендацій (Збірник статей і методичних рекомендацій з двох частин), 2009 р.
- Посібник з програм відновного правосуддя, 2009 р.
- Діти з асоціальними проявами у поведінці: правовий та психолоічно-педагогічний супровід (методичний посібник), 2009 р.
- Тато-школа: як створити та забезпечити стале функціонування (в посібнику запропоновані можливі алгоритми створення та забезпечення сталого функціонування Тато-шкіл, наводиться досвід Європейських країн та країн СНД та приклади програм навчання), 2009 р.
- Серія «Для тебе». Доросла розмова про ВІЛ і СНІД, 2009 р.
- Серія «Для тебе». Дещо про наркотики…, 2009 р. [Архівовано 8 квітня 2014 у Wayback Machine.]
- Серія «Для тебе». Що відбувається у підлітковому віці?, 2009 р.
- Серія «Для тебе». Дізнайся дещо про інфекції, які передаються статевим шляхом, 2009 р.
- Серія «Для тебе». «Клініки, дружні до молоді» чекають молодих!, 2009 р.
- Етичні засади проведення соціальних досліджень серед дітей в Україні, 2008 р.
- Дослідження «Підлітки груп ризику: доказова база для посилення відповіді на епідемію ВІЛ в Україні», 2008 р.
- Конвенція ООН про права дитини
- Конвенция о правах ребенка (рос.)
- Convention on the Rights of the Child) (англ.)
- Медіа та права дитини
- The Media and Children's Rights (англ.)
- Доповідь про насильство щодо дітей у Світі, 2009 р.
- Серія «Вчимося бути батьками». Хто допоможе мамі, 2009 р.
- Серія «Вчимося бути батьками». Як доглядати новонароджену дитину, 2009 р.
- Серія «Вчимося бути батьками». Виховання особистості від року до трьох, 2009 р.
- Серія «Вчимося бути батьками». Соціальний та емоційний розвиток: перші три роки, 2009 р.
- Серія «Вчимося бути батьками». Вчимося розуміти темперамент дитини, 2009 р.
- Серія «Вчимося бути батьками». Плакат «Оцінка фізичного розвитку дитини», 2009 р.
- Серія «Вчимося бути батьками». Як подбати про безпеку вашої дитини в місті, 2009 р.
- Серія «Вчимося бути батьками». Як подбати про безпеку вашої дитини в сілській місцевості, 2009 р.
- Серія «Вчимося бути батьками». Дисципліна: можливості для розвитку, 2009 р.
- Серія «Вчимося бути батьками». Розвиток малюка від зачаття до народження, 2009 р.
- Серія «Вчимося бути батьками». Як годувати дитину від народження до одного року, 2009 р.
- Серія «Вчимося бути батьками». Як годувати дитину після одного року, 2009 р.
- Серія «Вчимося бути батьками». Як вберегти дитину від небезпечних захворювань, 2009 р.
- Оцінка клінік, дружніх до молоді (аналітичний звіт), 2008 р.
- Положение детей в мире. Здоровье матерей и новорожденных, 2009 г.
- Рівень і тенденції поширення тютюнокуріння, вживання алкоголю та наркотичних речовин серед учнівської молоді України (аналітичний звіт), 2008 р.
- Запобігання інституалізації дітей раннього віку. Інноваційні технології соціальної роботи з профілактики відмов від новонароджених дітей (методичний посібник), 2008 р.
- Оцінювання йододефіцитних захворювань та моніторинг їх усунення. Посібник для керівників програм, третє видання, 2008 р.
- Надання медико-соціальних послуг дітям та молоді на основі дружнього підходу, 2008 р.
- Педиатрам о ВИЧ-инфекции у детей, 2008 г.
- Врачам о ВИЧ-инфекции у женщин и детей, 2008 г.
- Дітям про Конвенцію ООН про права інвалідів
- Факти для життя. Поради стосовно: Життя з радіацією; Профілактики йододефіцитних станів; Планування вагітності; Безпечного материнства; Психосоціального благополуччя матері та дитини; Грудного вигодовування; Харчування і фізичного розвитку дитини; Допомоги дітям раннього віку з особливостями розвитку; Найпоширеніших дитячих захворювань; Вакцинації; Гігієни; Попередження онкологічних захворювань; ВІЛ і СНІД; Запобігання травматизму; Захисту дітей у надзвичайних ситуаціях (видано більше 15 мільйонів примірників посібника по всьому світові 215-ма мовами.)
- Міжнародне зведення правил маркетингу замінників грудного молока (навчальний посібник для підготовки медичного персоналу закладів охорони здоров'я матері і дитини України), 2008 р.
- Сучасний стан політики та законодавства з питань надання медико-соціальних послуг для дітей та молоді груп високого ризику щодо ВІЛ-інфікування, аналітичний огляд, 2008 р. [Архівовано 8 квітня 2014 у Wayback Machine.]
- Здоров'я та поведінкові орієнтації учнівської молоді, 2007 р. [Архівовано 8 квітня 2014 у Wayback Machine.]
- Розвиток дітей молодшого віку в гірських селах Івано-Франківської області: участь родини та громади, (аналітичний звіт), 2007 р.
- Посібник: Залучення дітей та молоді до розробки матеріалів з питань здорового способу життя, 2006 р.
- Чинники впливу та попередження початку вживання молоддю ін'єкційних наркотиків (Аналітичний звіт та Стратегії профілактики ініціації вживання наркотиків ін'єкційним шляхом серед уразливих груп підлітків та молоді), 2006 р.
- Профілактика ВІЛ/СНІДу серед молоді (Огляд 12 проектів, які реалізовувалися в межах проекту «Профілактика ВІЛ/СНІДу серед молоді» протягом 2003—2005 рр.), 2006 р.
- Діти, які живуть або працюють на вулиці: приховане обличчя епідемії ВІЛ в Україні, 2006 р.
- Огляд роботи зі споживачами ін'єкційних наркотиків в контексті епідемії ВІЛ/СНІД в Україні, 2005 р.
- Клиники дружественные к молодежи: пособие для организатора, 2002 р. [Архівовано 8 квітня 2014 у Wayback Machine.]
- Програма розвитку та виховання дітей раннього віку «ЗЕРНЯТКО», 2004 р.